# ごんごバス

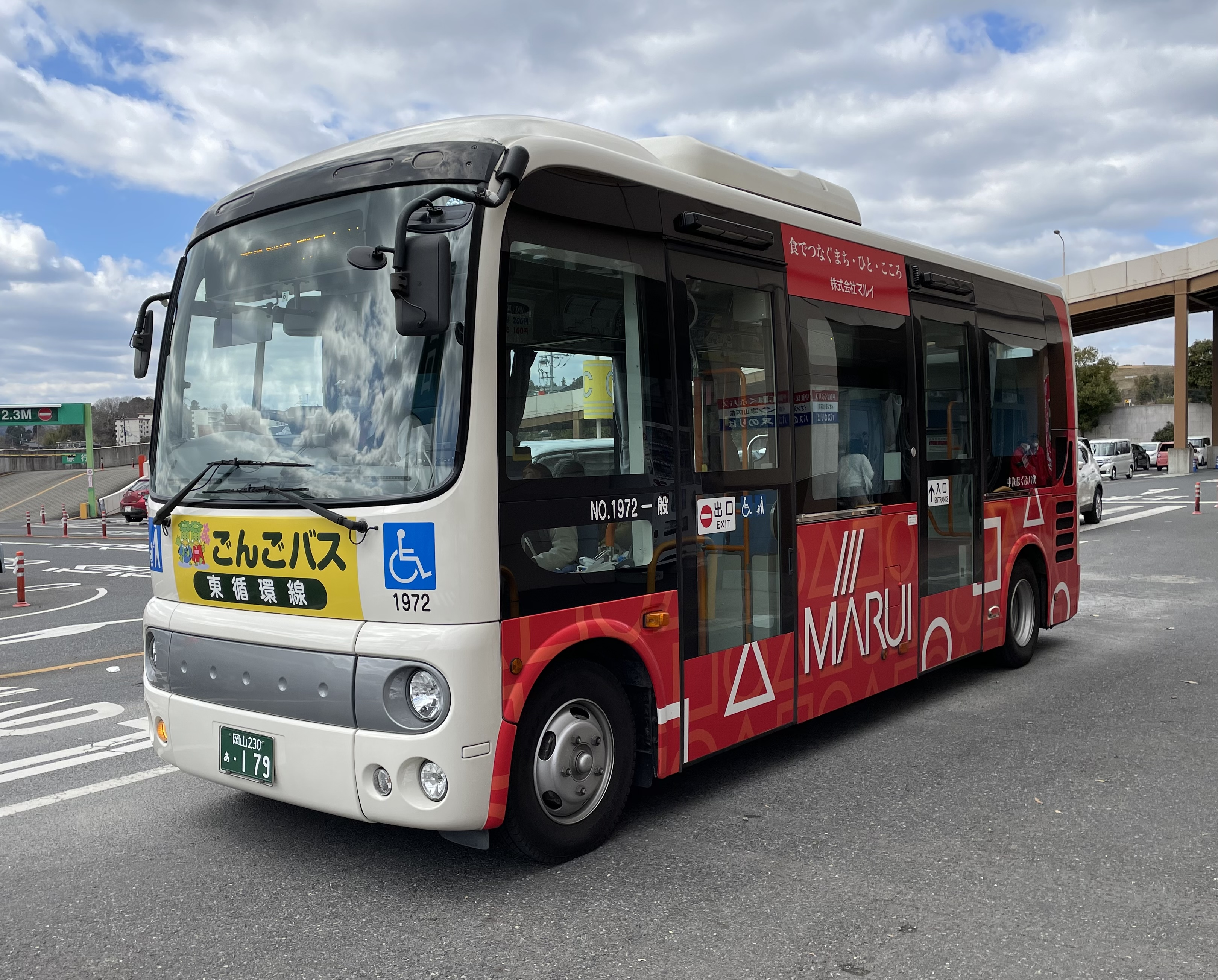
東循環線の車両

ごんごバスは、岡山県津山市で運行しているコミュニティバスである。
「ごんご」とは津山地方の方言で「河童」のことである。津山駅等を起終点とした循環線3路線と各支所と市内を結ぶ支所線3路線の合計6路線が運行されている。西循環線の一部のみ苫田郡鏡野町内まで、久米線の一部のみ真庭市内まで乗り入れる。

## 概要
- 運行は全路線中鉄北部バスが担当している。
- 運賃は大人200円（小学生以下の子供は100円）均一。
- ICOCA等の全国相互利用交通系ICカード（ごんご勝北線・ごんご加茂線を除く）岡山県共通バスカード（中鉄バス発行分/2008年9月30日販売終了）・中鉄バス専用バスカード・回数券・ICOCA定期券（ごんご勝北線・ごんご加茂線を除く）が使用可能（但しHareca・紙定期券は使用できない）。バスカードはICOCAとは関係なく使える（ICOCAに移行予定はない。）。
  - ICOCAならびに相互利用可能な交通系ICカードへのチャージにはバス車内では対応していないので注意が必要である。チャージ可能なごんごバス関連施設は津山駅北口広場交通観光案内所内の中鉄北部バス乗車券売場のみである。またICOCA定期券は券面に印字されないため、別紙で「ICOCA定期券内容控」が交付される。PiTaPa交通利用エリアではないため、PiTaPaカードで乗車した場合には他の交通系ICカードと同様、プリペイド方式での利用となる。
  - 2024年9月21日からJR西日本津山駅の自動券売機でも交通系ICカードへのチャージが可能となる[1]。
  - セブン銀行ATM、ローソン銀行ATM（新型機のみ）、コンビニエンスストア[2]、イオングループの店舗[3]、しまむらグループの店舗等[4]、ツルハグループの店舗（調剤薬局を除く）[5]でもチャージが可能（PiTaPaを除く）。
  - 他のごんごバス路線へ乗継ぐ際は、降車時に乗務員に申し出て乗継券または久米乗継乗車券を受け取る必要がある[6]。
  - 乗継券で乗継の場合は乗継1回につき100円（小学生以下の子供は50円）追加。久米乗継乗車券で乗継の場合は追加運賃不要[7]となる。

## 沿革

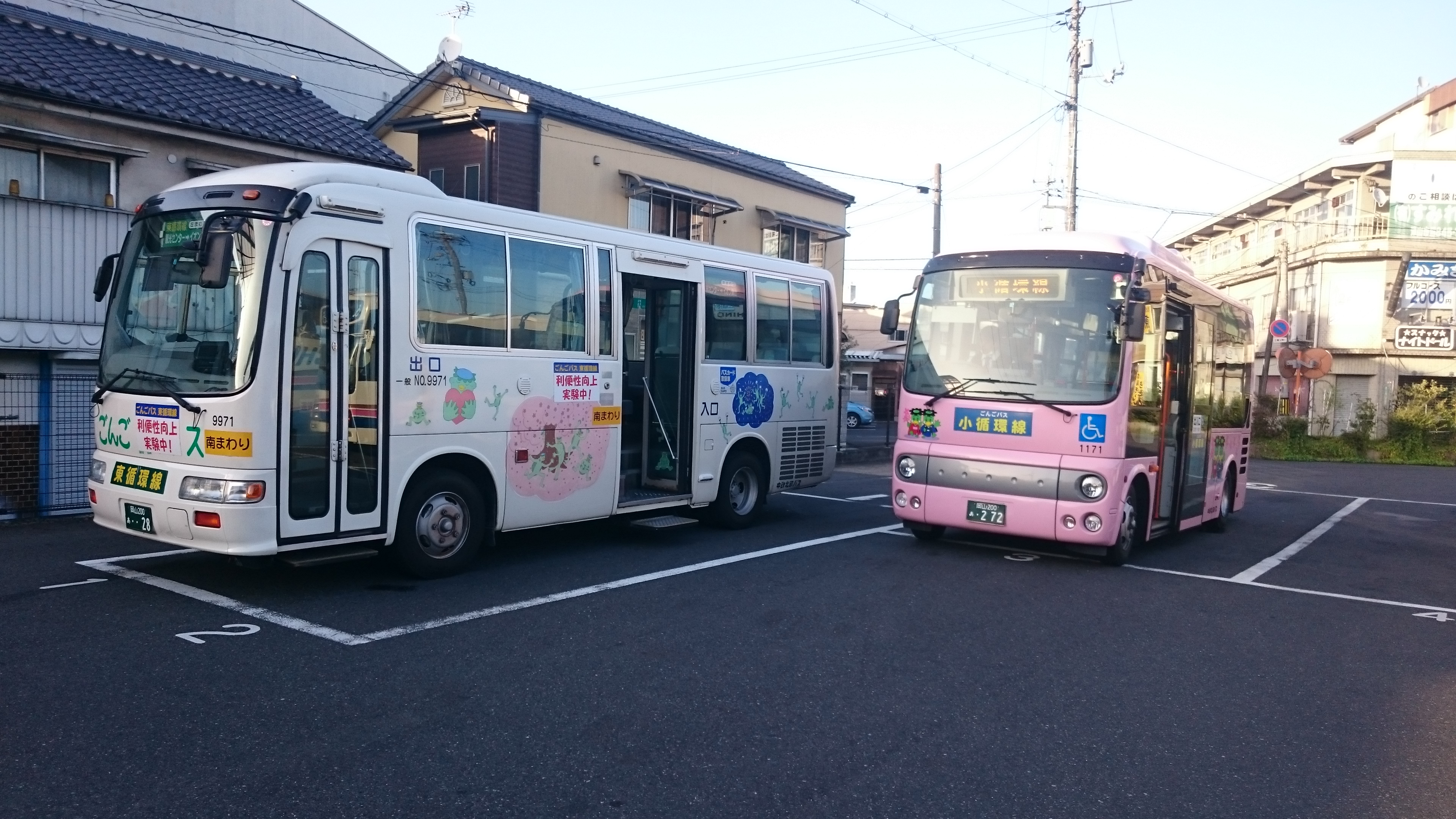
旧・津山広域バスセンターにて

- 1999年10月1日 - 市内循環ごんごバスとして試行運行開始（運行会社：中鉄美作バス）[8]。
- 2000年10月1日 - 試行運行終了後、1年間の運行実施。
- 2001年10月1日 - 通年運行開始。
- 2005年10月1日 - 支所間を連絡する路線としてごんご久米線・ごんご勝北線・ごんご加茂線を新設（運行会社：中鉄バス→2008年11月1日より中鉄北部バス）。
- 2010年10月1日 - 市内循環ごんごバスをごんご東循環線に改称。
- 2011年
  - 4月1日 - ごんご東循環線の運行を中鉄美作バスから中鉄北部バスへ移管。
  - 12月21日 - ごんご小循環線を新設[9]。
- 2013年4月1日 - 津山西循環線をごんごバスに組み込みごんご西循環線に改称。
- 2017年4月1日 - 津山駅北口広場の整備とバス乗り場設置に伴い、津山広域バスセンター発着の路線を津山駅バス乗り場発着に変更。
- 2018年11月1日 - ごんご西循環線が鏡野町内に乗り入れを行う実証実験を開始[10]
- 2019年10月1日 - ごんご西循環線が正式に鏡野町内に乗り入れを開始。
- 2023年4月1日 - 東循環線、小循環線、西循環線、久米線の4路線で交通系ICカードICOCA・ICOCA定期券を導入[11]。ごんご西循環線の全便が鏡野町内乗り入れ。ごんご久米線と真庭市コミュニティバス「まにわくん」の勝山・追分ルートの乗継バス停を美作追分駅に変更。
- 2024年2月29日 - AIオンデマンド交通『のるイコつやま』[12]の実証運行開始に伴い、この日をもってごんご倭文・宮部線の運行を休止[13][14]。

## 路線

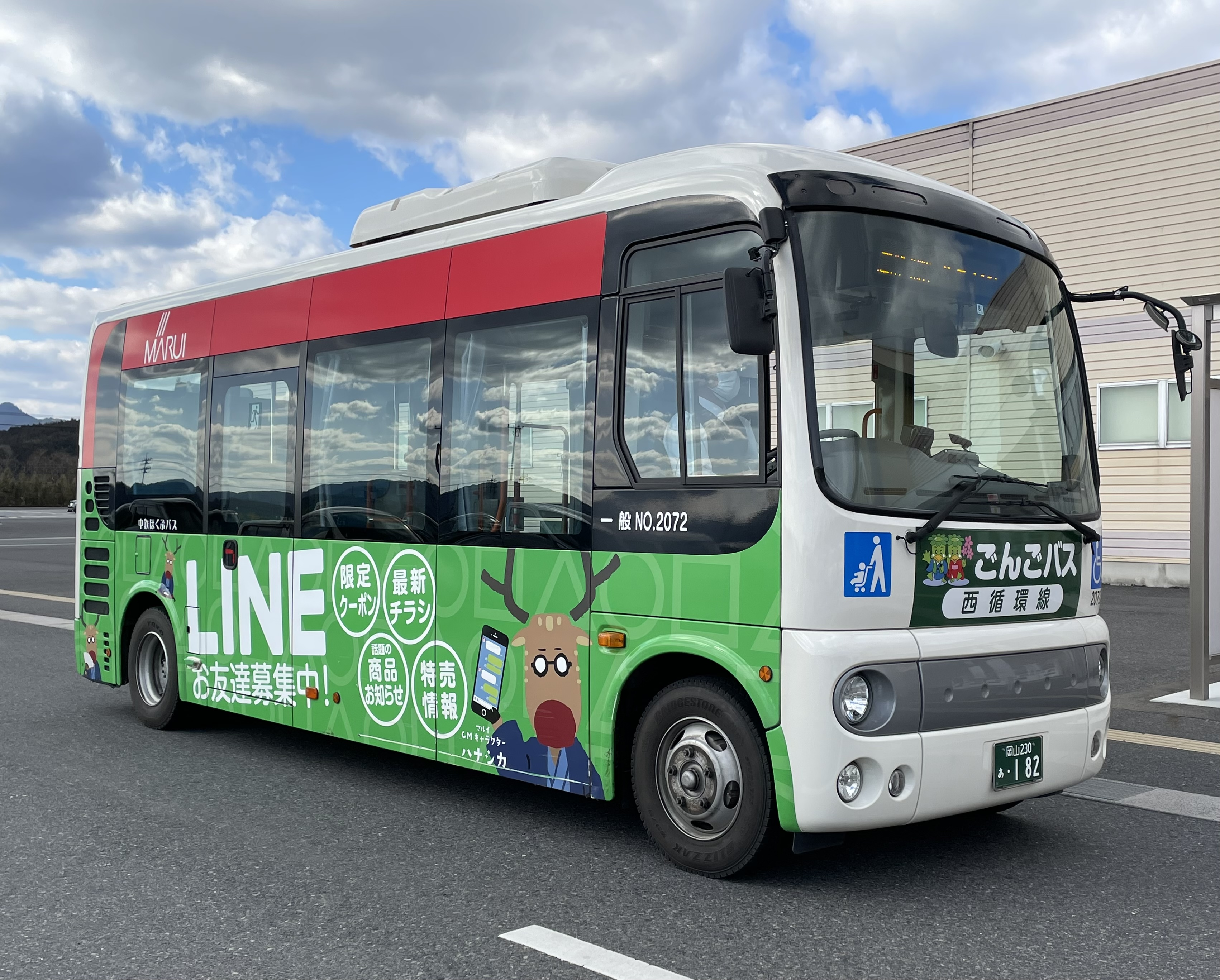
西循環線の車両

### ごんご東循環線
- 津山駅 - 吹屋町アルネ前 - 大手町 - 観光センター前 - 大橋（右回りのみ停車） - 東新町 - 玉琳 - 東津山駅口 - イオン津山店前 - 津山中央病院 - 高杉団地入口 - 東野介代 - 野介代南 - 志戸部下 - 衆楽園市役所前 - 吹屋町アルネ前 - 津山駅
  - 津山中央病院でごんご勝北線・ごんご加茂線に連絡。

### ごんご小循環線

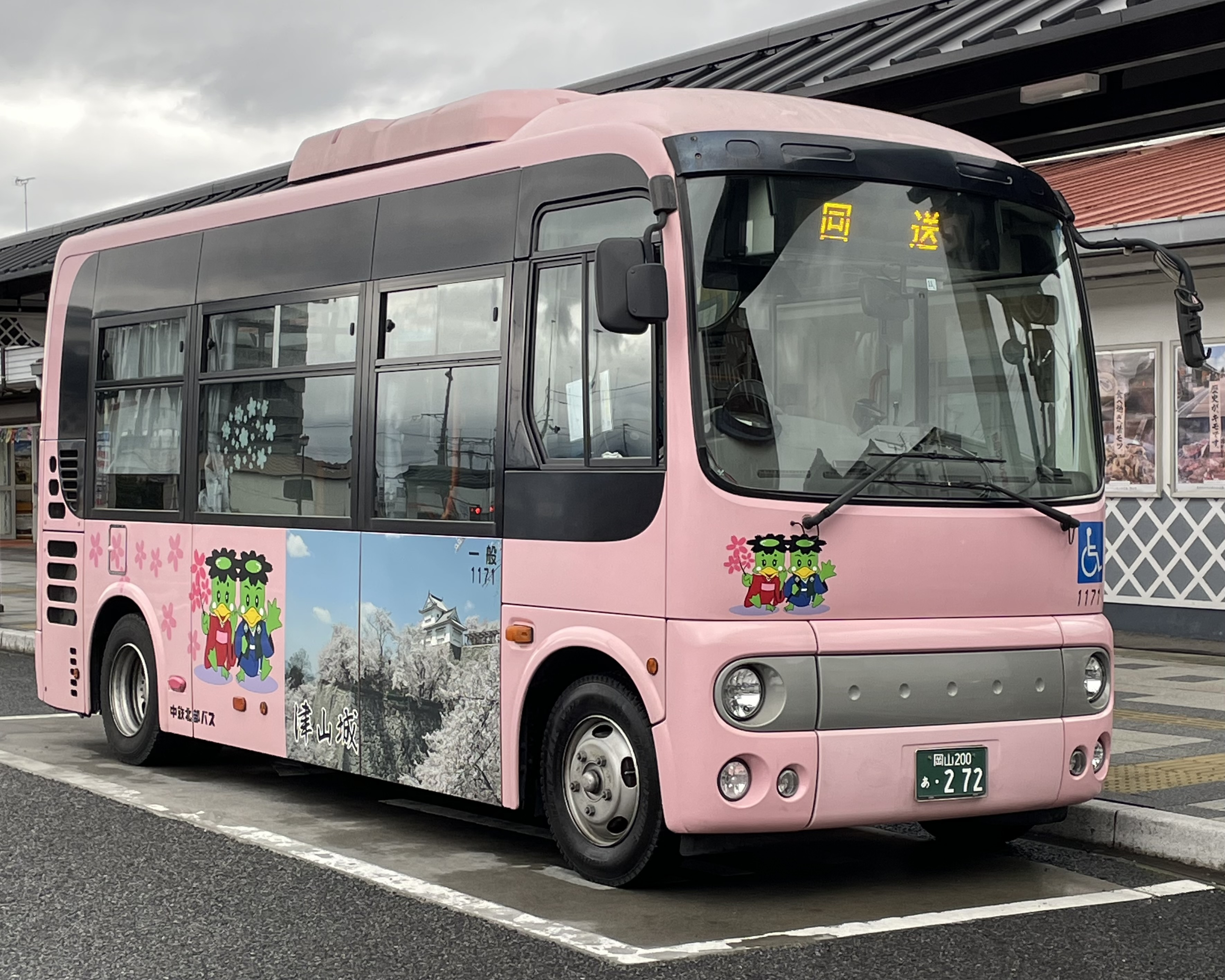
小循環線の車両

- 津山駅 → 津山まなびの鉄道館 → 西横山 → 作陽学園前 → 津山駅 → アルネ前 → ソシオ一番街 → 鶴山交番前 → 元魚町商店街 → 小野形成外科前 → 田町 → 希望ヶ丘前 → 中島病院前 → 徳守神社前 → 水田医院前 → 鉄砲町 → 茅町 → 西今町 → 宮脇町 → 奴通り商店街入口 → 吹屋町アルネ前 → 津山駅 → 伏見町 → 大橋 → 観光センター前 → 山下 → 北町 → 城北橋 → 津山消防署前 → コープ林田前 → 志戸部下 → 林田上公会堂前 → 林田局前 → 古林田 → 東新町 → 中之町局前 → 林田町 → 大橋 → 京町 → 津山駅

### ごんご西循環線
- 【津山駅発着便】津山駅 - 吹屋町アルネ前 - 大手町 - 元魚町商店街 - 法務局前 - 森林管理所前 - 小田中 - 小田中局前 - 御旅所 - 松原中 - グンゼ前 - 高野神社鳥居前 - 金光下 - 院庄駅前 - 市営住宅前 - マルナカ院庄店 - プラント5 - 鏡野病院 - 産業・流通センター - 市営住宅口 - ウエストランド前 - 二宮山西 - 美和山古墳前 - 西中前 - 津山第一病院 - 平福 - 平福診療所口 - 大渡橋 - 一方公会堂 - ツモク前 - 津山口駅前 - 井の口 - 南小口 - 吹屋町アルネ前 - 津山駅
  - マルナカ院庄店またはプラント5でかがみのコミュニティバスの奥津温泉・上齋原振興センター方面に連絡。
- 【マルナカ院庄店発着便】（ごんご久米線から直通 - ）マルナカ院庄店 - プラント5 - 鏡野病院 - 産業・流通センター - 市営住宅口 - ウエストランド前 - 二宮山西 - 美和山古墳前 - 西中前 - 津山第一病院 - 平福 - 平福診療所口 - 大渡橋 - 一方公会堂 - ツモク前 - 津山口駅前 - 井の口 - 南小口 - 吹屋町アルネ前 - 津山駅 - 吹屋町アルネ前 - 大手町 - 元魚町商店街 - 法務局前 - 森林管理所前 - 小田中 - 小田中局前 - 御旅所 - 松原中 - グンゼ前 - 高野神社鳥居前 - 金光下 - 院庄駅前 - 市営住宅前 - マルナカ院庄店（ - ごんご久米線へ直通）
  - マルナカ院庄店発着便は、マルナカ院庄店よりごんご久米線と直通運行を行っている。
  - ごんご西循環線から久米線にまたがって乗車する場合は、マルナカ院庄店にて一旦運賃を支払い、久米乗継乗車券を受け取る必要がある。

### ごんご久米線
- （ごんご西循環線と直通運行 - ）マルナカ院庄店 - 道の駅久米の里 - 千代駅前 - 久米支所前 - 坪井駅前 - 山根 - 美作追分駅
  - 前述の通りごんご西循環線と直通運行を行っている。
  - 美作追分駅で真庭市コミュニティバス「まにわくん」の勝山・追分ルート（平日朝夕のみ運行）またはAIオンデマンド交通『チョイソコまにわ』（平日のみ運行）に連絡。

### ごんご勝北線
- イオン津山店前 - 津山中央病院 - 下押入 - 高野農協前 - 広野小学校前 - 福井 - 田熊会館前 - 野田 - 安井 - 勝北支所 - 市場 - 広戸神社前 - 西中 - 新野桜橋（ - 三浦 - 奥津川）
  - 津山中央病院でごんご東循環線に連絡。
  - 新野桜橋 - 奥津川間は月曜日・木曜日のみの運行。
  - 久本公会堂 - 新野桜橋間、下津川中 - 奥津川間はフリー乗降区間。

### ごんご加茂線
- イオン津山店前 - 津山中央病院 - 下押入 - 高野団地前 - 高倉公民館前 - 草加部 - 綾部 - 堀坂 - 三浦 - 公郷 - 加茂駅前 - 加茂支所 - めぐみ荘
  - 津山中央病院でごんご東循環線に連絡。
  - めぐみ荘でAIオンデマンド交通『のるイコつやま』[15]の阿波出張所前・大杉公会堂方面（平日のみ運行）に連絡。
  - 高倉公民館前 - 西峪集会所間、正念寺 - 駅見橋入口間はフリー乗降区間。

## 車両
日野・ポンチョ - 小循環線・東循環線・西循環線・久米線
日野・リエッセ - 勝北線・加茂線
- 小循環線用、東循環線用、西循環・久米線用にそれぞれ専用車両が用意されている。小循環線用は桜色の1ドアショートボディ車で、桜の時期の津山城の写真がラッピングされている。東循環・西循環線用は津山市によって公有民営方式で導入され、津山に本部を置くスーパーマーケット・マルイのラッピング[16]が施された2ドアロングボディ車で、美作大学の学生が車内アナウンスを担当している。

西循環線・久米線では、ポンチョ導入前は中鉄北部バスの一般路線車両（中型車）が運用されていた。